# Pere Arvei
Pere Arvei (o Pere Arvey) fue un arquitecto español del siglo XIV.
Es conocido por el ser arquitecto constructor del Palacio de la Llotja de Mar en Barcelona (España) entre 1384 y 1397, encargada por el rey Pedro IV de Aragón.
En 1386 viajó a la ciudad de Gerona para formar parte de la primera junta de técnicos que debían estudiar la viabilidad de la ampliación de la nave de la Seu de Girona, junta que acordó su inviabilidad.
En 1392 terminó la sala gótica de la Lonja de Barcelona, de tres naves divididas por dos series de arcos de medio punto, sostenidos por cuatro columnas polilobuladas.